# Liste der Kreisstraßen in Schwabach
Die Liste der Kreisstraßen in Schwabach ist eine Auflistung der Kreisstraßen in der bayerischen Stadt Schwabach mit deren Verlauf. 

## Abkürzungen
- RH: Kreisstraße im Landkreis Roth
- SC: Kreisstraße in der kreisfreien Stadt Schwabach
- St: Staatsstraße in Bayern

## Liste
Nicht vorhandene bzw. nicht nachgewiesene Kreisstraßen werden in Kursivdruck gekennzeichnet, ebenso Straßen und Straßenabschnitte, die unabhängig vom Grund (Herabstufung zu einer Gemeindestraße oder Höherstufung) keine Kreisstraßen mehr sind.
Der Straßenverlauf wird in der Regel von Nord nach Süd und von West nach Ost angegeben.
| Nr. SC | Verlauf                                                                 |
| ------ | ----------------------------------------------------------------------- |
| SC 1   | (RH 11 im Landkreis Roth) – Stadtgrenze – Dietersdorfer Straße –        |
| SC 2   | St 2239 – (Schwabacher Straße) – Stadtgrenze – (RH 2 im Landkreis Roth) |